# IPod

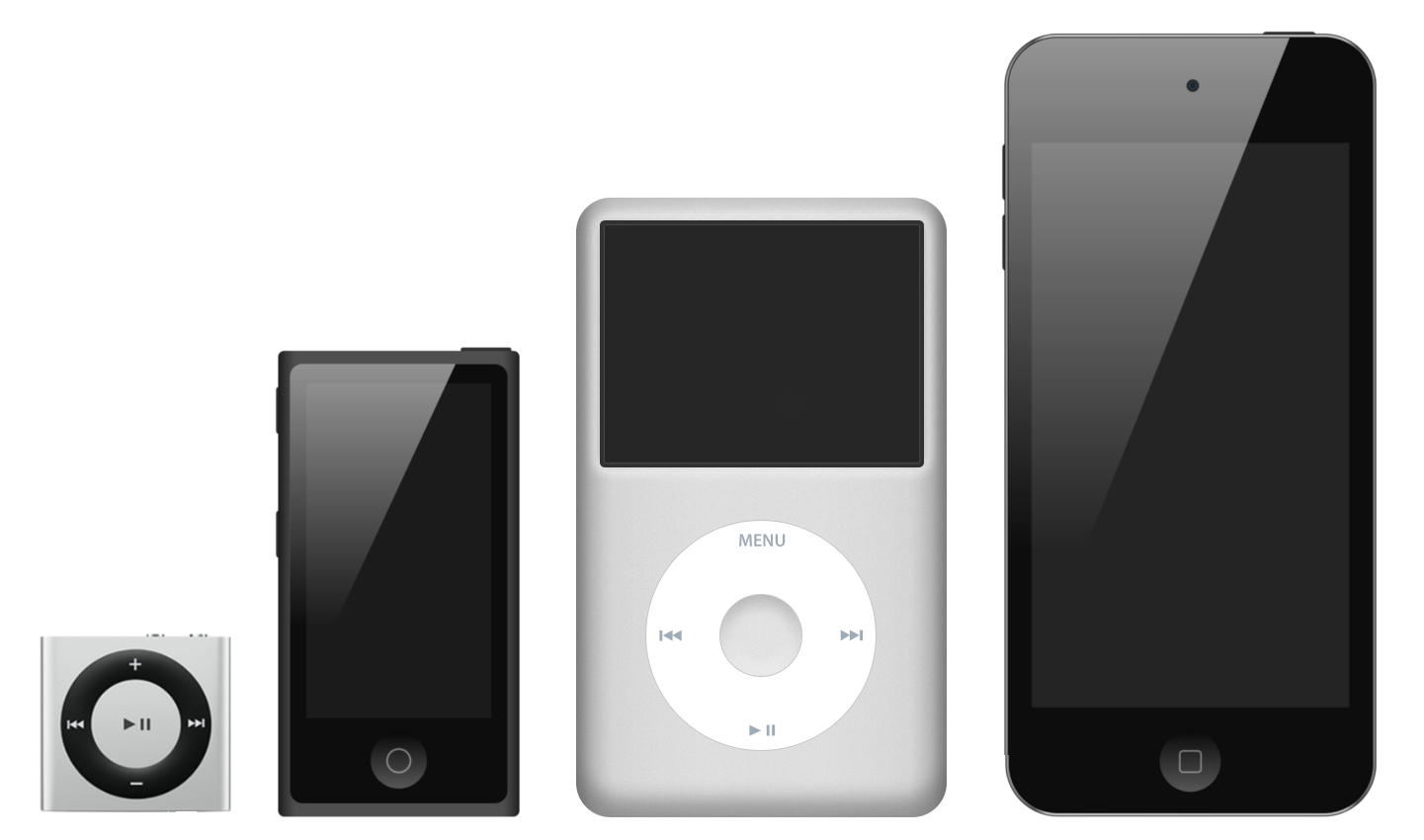
Các dòng máy iPod kể từ trái qua phải: iPod Shuffle, iPod Nano, iPod Classic, iPod Touch.

iPod là dòng máy nghe nhạc của Apple hay máy chơi nhạc, video, hình ảnh, game hay gọi chung là những tính năng cơ bản của một chiếc iPhone. Các loại iPod ban đầu thường có giao diện đơn giản với trung tâm là phần bánh trượt cảm ứng (trừ iPod shuffle). iPod hiện nay gồm 4 dòng chính: loại siêu nhỏ iPod Shuffle, loại trung iPod Nano, loại cảm ứng iPod Touch (gần giống iPhone), loại ổ cứng iPod Classic. iPod Classic sử dụng ổ cứng gắn liền làm bộ nhớ, còn lại đều sử dụng ổ flash. Đa phần như những máy nghe nhạc khác, iPod có thể làm thiết bị lưu trữ dữ liệu khi gắn vào máy tính. Những loại iPod bị gián đoạn kể cả hai thế hệ iPod mini phổ biến và bốn thế hệ iPod lớn bình thường, tất cả có màn đơn sắc, trừ ra iPod thế hệ thứ tư có màn hình màu (đầu tiên được bán dưới tên iPod photo trước khi nó thay cho iPod đơn sắc làm loại iPod chính).